# Ева Евдокимова
Ева Евдокимова Евдокимова-Грегори е американска балерина и балетмайсторка от български произход, обявена за prima ballerina assoluta – най-високото в света звание за балерина.

## Биография
Родена е в Женева, Швейцария, с американско гражданство по рождение, в семейството на американска гражданка и българския емигрант без гражданство Евдоким Иванов Евдокимов, роден във Видин.
Тя е лауреатка на балетния конкурс в рамките на Международния музикален фестивал „Варненско лято“ през 1970 г. – за пръв път жури в НРБ дава златен медал на американска гражданка, при това дъщеря на български политически емигрант. Това е и първата най-висока награда за американски балетисти на международен конкурс.